# 蘇州日空山陽
蘇州日空山陽（ソジューリコンシャンヤン簡 苏州日空山阳:日本語読み:そしゅうにっくうさんよう）（正式名称：蘇州日空山陽機電技術有限公司）は、中華人民共和国にある日系企業。設備メンテナンス大手の日本空調サービス、電気工事大手のサンテックと現地資本蘇州新区経済発展集団総公司の三社合作で1999年に設立された。メンテナンス主体だが、リニューアル工事も手掛ける。

## 沿革
- 1999年 1月、江蘇省蘇州市で創業。
- 2001年 5月、上海市に分公司設立。
- 2005年 9月、江蘇省無錫市に営業所設立（のち分公司に変更）。
- 2009年 7月、浙江省杭州市に分公司設立。
- 2011年11月、100％出資の上海日空山陽国際貿易有限公司を設立。
- 2015年 4月、江蘇省南通市に分公司設立。

| スタブアイコン | サブスタブ | この項目は、まだ閲覧者の調べものの参照としては役立たない、企業に関連した書きかけの項目です。この項目を加筆・訂正などしてくださる協力者を求めています（PJ:経済）。 |